# Battaglia del monte Graupio
La battaglia del monte Graupio fu uno scontro combattuto tra l'Esercito Romano e i Caledoni nell'83 - 84 d.C. in Scozia.
Le notizie sulla battaglia provengono dal De vita et moribus Iulii Agricolae (Vita e costumi di Giulio Agricola) di Publio Cornelio Tacito, in cui lo storico romano  narra la biografia del proprio suocero, Gneo Giulio Agricola; nel cursus honorum figura anche il governatorato della Britannia, che durò sei anni e durante il quale Agricola diede una maggiore stabilità al parziale dominio romano nell'isola, tanto da suscitare l'invidia dell'imperatore Domiziano, che lo richiamò con la scusa di onorarlo per poi arrestarne la carriera. Durante tale mandato il generale Agricola dovette fronteggiare e sconfiggere, temporaneamente, gli insorti caledoni.

## Antefatti
Il governatore della provincia di Britannia, dopo aver combattuto nell'Inghilterra e nel Galles e aver posto delle truppe sulle coste prospicienti l'Ibernia, sembra che abbia anche provveduto a far erigere un forte d'osservazione (nell'attuale sito di Drumanargh), sia per evitare possibili attacchi da parte delle popolazioni di quell'isola, sia come base logistica per un'eventuale e futura conquista. Nell'estate in cui iniziava il sesto anno del suo proconsolato decise di porre termine a una situazione che si stava deteriorando nelle terre della Caledonia (odierna Scozia). Affiancato dalla flotta, avanzò verso nord con l'esercito, mostrando tutta la potenza di cui poteva disporre per terrorizzare i Caledoni e, con la fanteria leggera, appoggiata da ausiliari britanni, raggiunse la località che Tacito chiama Monte Graupio, che trovò occupata dai nemici.
Dopo aver evitato per anni lo scontro diretto coi Romani, i Caledoni furono ora costretti alla battaglia, perché gli invasori erano penetrati in profondità nelle loro terre ed erano riusciti a tagliarli fuori dalle loro riserve di cibo, proprio quando erano piene di viveri. I Caledoni non ebbero quindi scelta: combattere o morire di fame durante il successivo inverno.
Pur con i rinforzi, i Romani erano inferiori di numero alle truppe dei Caledoni. Si stima che 20 000 fra Romani e ausiliari abbiano affrontato oltre 30 000 guerrieri caledoni, accompagnati dalle famiglie.

## Battaglia
La formazione di battaglia romana vedeva al centro 8 000 ausiliari di fanteria, mentre 3 000 cavalieri erano stati posti ai lati dello schieramento. Le legioni furono invece tenute di riserva presso il muro dell'accampamento. I Caledoni, comandati da Calgaco, si erano posti su un terreno più elevato: la loro avanguardia stava più in basso, ma gli altri ranghi erano invece stati disposti in file serrate lungo il pendio e sulla cima della collina. Agricola, temendo che il nemico, in superiorità numerica, lo impegnasse contemporaneamente frontalmente e sui lati, fece allargare le file del suo schieramento, col rischio calcolato di diradare troppo i reparti.
Dopo un breve scambio di pietre e giavellotti, Agricola mandò all'attacco alcune coorti di ausiliari batavi e tungri, con l'ordine di impegnare in un corpo a corpo i Caledoni, le cui armi non erano adatte a questo tipo di scontro: esse erano lunghe e sprovviste di punta. La cavalleria romana, messi in fuga i carri da guerra nemici, si gettò anch'essa nella mischia. I Caledoni furono quindi respinti sulla cima della collina. Dovendo combattere in salita,  i Romani si trovarono in difficoltà; sia i cavalieri, per la formazione compatta nemica e per il terreno diseguale, sia i fanti, che venivano travolti da cavalli imbizzarriti che avevano perso il proprio cavaliere. Le riserve nemiche tentarono quindi una manovra aggirante dall'alto delle alture, ma Agricola aveva tenuto in serbo quattro squadroni di cavalieri e li fece avanzare contro questi; una parte della cavalleria fu richiamata dal fronte della battaglia per cogliere le riserve caledoni alle spalle: fu un massacro. Privo di rinforzi, l'esercito caledone fu messo in fuga, e gli uomini si radunarono a gruppetti nelle vicinanze delle foreste, circondando i cavalieri imprudenti che li inseguivano. Agricola, tuttavia, aveva precedentemente disposto delle coorti e dei cavalieri dentro ed attorno alla selva, per perlustrare la zona: questi soldati attaccarono i caledoni reduci dalla battaglia che lasciarono il campo e si rifugiarono nella notte in località lontane ed inaccessibili ai Romani.
Secondo Tacito, i Caledoni persero 10 000 uomini, i Romani appena 360.

## Dopo la battaglia

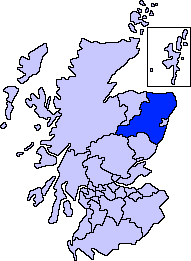
La Scozia - Evidenziato l'Aberdeenshire

Dopo questa battaglia finale, si proclamò che Agricola aveva finalmente sottomesso tutte le tribù della Britannia; in realtà la pacificazione richiese ancora molti anni e la costruzione di numerosi avamposti, anche perché Agricola e le sue truppe furono richiamati in altre zone dell'Impero e al suo posto fu inviato Sallustio Lucullo. Forse fu necessità o forse imprevidenza o, come afferma Tacito, l'invidia di Domiziano. Sta di fatto che in questo modo Roma perse l'iniziativa, lasciando ai Caledoni la possibilità di riorganizzarsi.

## Ubicazione del Monte Graupio
Non si sa esattamente dove si trovi il Monte Graupio. Da alcuni viene situato nelle Highland scozzesi. Di recente è stata proposta la collina di Bennachie, presso Aberdeen, al confine fra le Lowland e le Highland. Lo storico James Fraser, in un libro del 2005, sposta ancora più a sud il luogo della battaglia, ponendolo nel Gask Ridge, vicino a Perth, sempre in Scozia (Perth e Kinross). Stan Wolfson suggerisce invece la zona del Sutherland. I più patriottici negano addirittura l'importanza della battaglia, insinuando che Tacito l'abbia esagerata allo scopo di supportare il suocero Agricola per motivi di propaganda politica.

## Il discorso di Calgaco

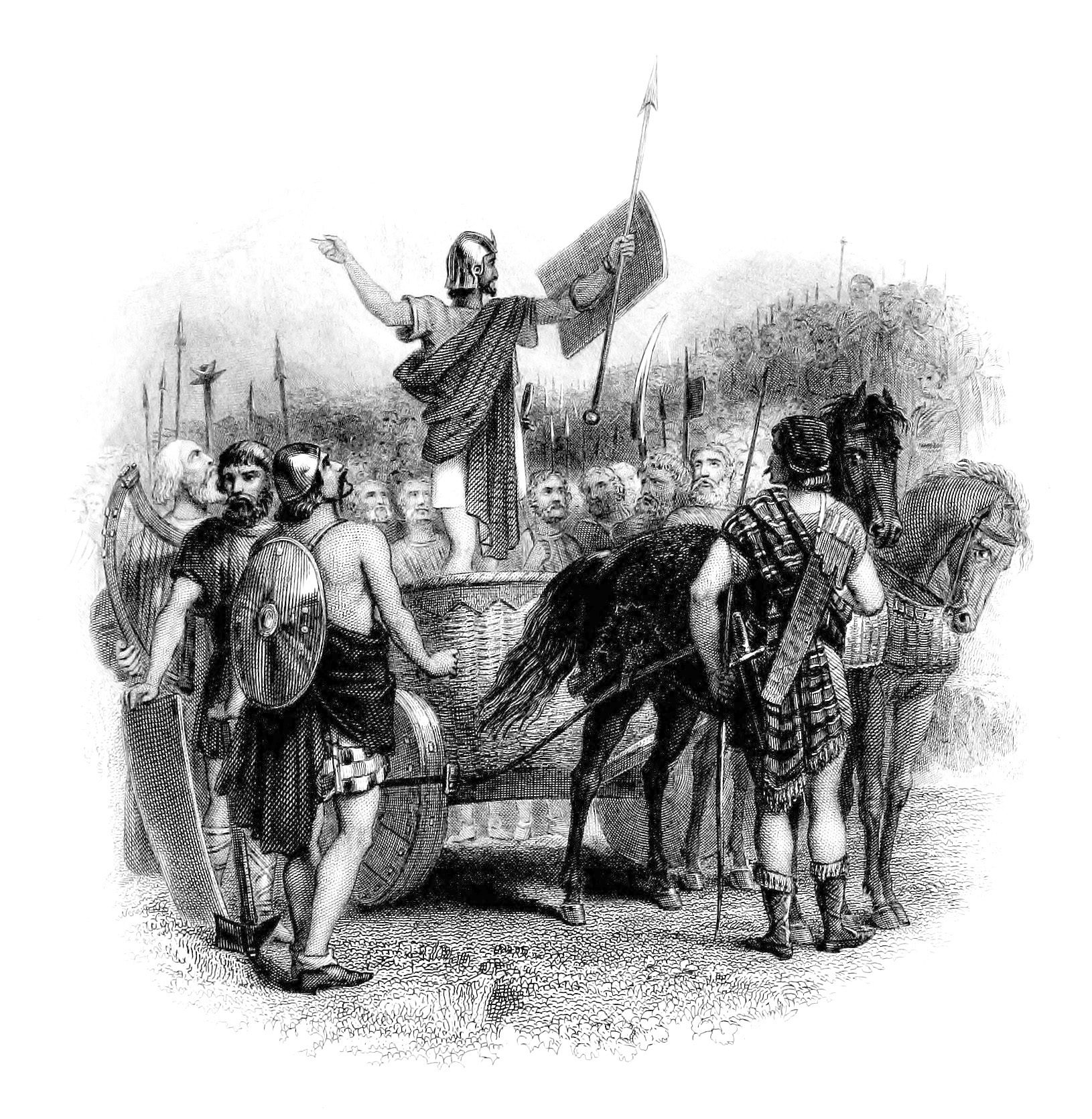
Disegno del XIX secolo che rappresenta il discorso di Calgaco ai Caledoni prima della battaglia del Monte Graupio.

Un cenno merita il discorso che Tacito mette in bocca al comandante caledone, Calgaco. Era uso degli storici "riportare" le allocuzioni di incoraggiamento che i comandanti degli eserciti rivolgevano alle truppe prima delle battaglie. In genere erano assolutamente inventate o comunque deformate, ma servivano agli autori per motivi spesso propagandistici. Nel caso di questa allocuzione, Tacito - prendendo anche a prestito stilemi di Velleio Patercolo (II, 27, 2) e Flavio Giuseppe (II, 16, 4) - ha creato un piccolo capolavoro nella sua azione letteraria antigovernativa, tanto che nel patriottico mondo anglosassone, ancor oggi seccato per la conquista romana, molti ritengono che l'allocuzione di Calgaco sia stata riportata come realmente avvenuta in quei termini. In ogni caso una parte di essa, violentemente critica dell'azione imperialista di Roma, ma che proviene dall'interno della struttura politica e sociale di Roma stessa, è diventata una citazione quasi obbligata nelle contestazioni degli imperialismi moderni.
(Publio Cornelio Tacito, La vita di Agricola, 30.7, BUR, Milano, trad.: B. Ceva)

## La battaglia del Monte Graupio avvenne vicino Cawdor?
Alla luce dei recenti ritrovamenti (grazie a tecniche aerofotogrammetriche) di forti ed accampamenti romani tra Aberdeen ed Inverness negli ultimi decenni sono state avanzate varie ipotesi sulla possibile localizzazione della Battaglia del monte Graupio.
Alcuni autori inglesi, come Roy, Surenne, Watt, ed Hogan pensano vada localizzata vicino all'accampamento romano di Raedykes o a quello di Glenmaillen.
Vittorio Di Martino (autore del libro "Roman Ireland", dove afferma che vi fu una spedizione romana in Irlanda in quegli anni) lascia capire che questa vittoria di Agricola forse avvenne nell'area di Cawdor.

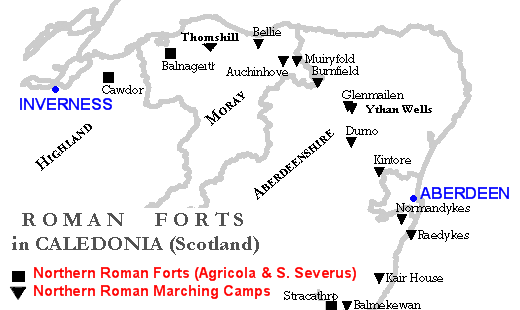
Forti ed accampamenti romani a nord del Gask Ridge. Il Forte romano di Cawdor si trova vicino a Inverness e viene considerato come il luogo di massima penetrazione romana nel nord della Scozia

Infatti i Romani occuparono tutte le aree non montuose della Scozia, lasciando senza forti ed accampamenti solo le Highlands, per ovvie ragioni di conquista e controllo: il territorio montuoso si prestava ad una guerriglia difficilissima da vincere. E Cawdor si trova proprio nell'estremità settentrionale delle Lowlands scozzesi, dove iniziano le Highlands intorno all'attuale città di Inverness.
Probabilmente i Caledoni accettarono lo scontro in battaglia solo quando furono raggiunti dalle legioni romane nell'ultima loro area pianeggiante e fornita di villaggi ed agricoltura: quella intorno ad Inverness, a 12 km dal Forte di Cawdor.
Forse vi sono altri accampamenti romani intorno a Loch Ness ed a nord-ovest di Inverness, ma l'uso agricolo ed abitativo continuo e diffuso dell'area li può avere cancellati nei secoli rendendone difficile l'identificazione aerofotogrammetrica (cosa che non è successa nella zona poco abitata tra Cawdor ed Aberdeen).